# Indialis hainanensis
Indialis hainanensis is een haft uit de familie Leptophlebiidae. De wetenschappelijke naam van de soort is voor het eerst geldig gepubliceerd in 1995 door You & Gui.
De soort komt voor in het Oriëntaals gebied.